# Ctags
Ctags는 다양한 프로그래밍 언어로 된 소스와 헤더 파일에서 보이는 이름의 인덱스(또는 태그) 파일을 생성하는 프로그래밍 도구이다. 언어에 따라 함수, 변수, 클래스 멤버, 매크로 등을 색인할 수 있다. 이 태그들은 정의들을 빠르고 쉽게 문서 편집기나 다른 유틸리티에 의해 위치시킬 수 있게 한다. 그 외에, 상호 참조 파일을 생성하는 출력 모드도 있어서 언어 파일 집합에서 보이는 다양한 이름에 대한 정보를 사람이 읽을 수 있는 형태로 나열할 수 있다.
오리지널 Ctags는 BSD에 도입되었으며 켄 아놀드가 작성하였고, 짐 클레크너가 포트란 지원을, 빌 조이가 파스칼 지원을 맡았다.

## ctags를 지원하는 편집기
태그 인덱스 파일들은 다음을 포함하여 수많은 소스 코드 편집기에 의해 지원된다:
- 아톰
- BBEdit 8+
- 코드라이트 (코드 완성을 위한 코드 인덱서로서)
- Cloud9 IDE (내부적으로 사용하지만 노출하지는 않음)
- 에디트플러스
- 이맥스, XEmacs
- 엠에디터 프로페셔널
- Geany
- Gedit (gedit-symbol-browser-plugin을 통해. 에서 확인 가능.)
- 그놈 빌더
- JED
- JEdit (플러그인 CodeBrowser, Tags, ClassBrowser, CtagsSideKick, Jump를 통해)
- JOE
- KDevelop
- Kate
- mcedit (미드나이트 커맨더 내장 편집기)
- NEdit
- 노트패드++ (OpenCTags 플러그인을 통해)
- Programmer's Notepad
- QDevelop
- 스크래치(Scratch)
- TSE (매크로를 통해)
- 서브라임 텍스트 (플러그인을 통해. 에서 확인 가능.)
- 텍스트메이트 (코드브라우저-플러그인을 통해)
- UltraEdit
- TextPad
- VEDIT
- Vi (및 Elvis, Nvi, Vim, vile 등의 파생 편집기를 통해)
- Xedit (X11)

## 같이 보기
- GNU GLOBAL